# Grand Prix Japonska 2008
Grand Prix Japonska 2008 (XXXIV Fuji Television Japanese Grand Prix), byl šestnáctý závod 59. ročníku mistrovství světa jezdců Formule 1 a 50. ročníku poháru konstruktérů. Šlo o historicky již 801. grand prix.

## Výsledky
- 21. vítězství  « Fernanda Alonsa
- 35. vítězství pro  « Renault
- 21. vítězství pro  « Španělsko
- 121. vítězství pro vůz se startovním číslem « 5
- 53. vítězství ze  « 4. místa na startu

| Legenda k tabulce | Legenda k tabulce                                                                       |
| Barva             | Výsledek                                                                                |
| ----------------- | --------------------------------------------------------------------------------------- |
| Zlatá             | Vítěz                                                                                   |
| Stříbrná          | 2. místo                                                                                |
| Bronzová          | 3. místo                                                                                |
| Zelená            | Bodované umístění                                                                       |
| Modrá             | Nebodované umístění                                                                     |
| Modrá             | Dokončil neklasifikován (NC)                                                            |
| Fialová           | Odstoupil (Ret)                                                                         |
| Červená           | Nekvalifikoval se (DNQ)                                                                 |
| Červená           | Nepředkvalifikoval se (DNPQ)                                                            |
| Černá             | Diskvalifikován (DSQ)                                                                   |
| Bílá              | Nestartoval (DNS)                                                                       |
| Bílá              | Závod zrušen (C)                                                                        |
| Světle modrá      | Pouze trénoval (PO)                                                                     |
| Světle modrá      | Páteční testovací jezdec (TD)                                                           |
| Bez barvy         | Netrénoval (DNP)                                                                        |
| Bez barvy         | Vyřazen (EX)                                                                            |
| Bez barvy         | Nepřijel (DNA)                                                                          |
| Bez barvy         | Odvolal účast (WD)                                                                      |
| Bez barvy         | Nezúčastnil se (prázdné)                                                                |
| Označení          | Význam                                                                                  |
| Tučnost           | Pole position                                                                           |
| Kurzíva           | Nejrychlejší kolo                                                                       |
| †                 | Jezdec nedojel do cíle, ale byl klasifikován, protože odjel více než 90 % délky závodu. |
| ‡                 | Byl udělován poloviční počet bodů, protože bylo odjeto méně než 75 % délky závodu.      |
| Horní index       | Umístění bodujících jezdců ve sprintu                                                   |

| Pozice | č.  | Jezdec               | Vůz               | Kolo | Čas              | +/- | Pole | Body | Nej. kolo      | 1. Pitstop   | 2. Pitstop   | 3. Pitstop   |
| ------ | --- | -------------------- | ----------------- | ---- | ---------------- | --- | ---- | ---- | -------------- | ------------ | ------------ | ------------ |
| 1      | 5.  | Fernando Alonso      | Renault R28       | 67   | 1:30:21.892      | 3   | 4    | 10   | 1:19.101       | 18. / 33.902 | 43. / 34.034 |              |
| 2      | 4.  | Robert Kubica        | BMW Sauber F1.08  | 67   | á 0:05,283       | 4   | 6    | 8    | 1:19.292 (7)   | 17. / 35.447 | 46. / 33.286 |              |
| 3      | 1.  | Kimi Räikkönen       | Ferrari F2008     | 67   | á 0:06,400       | 1   | 2    | 6    | 1:18.995       | 17. / 36.543 | 48. / 33.379 |              |
| 4      | 6.  | Nelson Piquet jr.    | Renault R28       | 67   | á 0:20,570       | 8   | 12   | 5    | 1:19.199 (4.)  | 28. / 33.904 | 52. / 32.581 |              |
| 5      | 11. | Jarno Trulli         | Toyota TF108      | 67   | á 0:23,767       | 2   | 7    | 4    | 1:19.524 (9.)  | 21. / 34.538 | 50. /33.016  |              |
| 10     | 14. | Sébastien Bourdais   | Toro Rosso STR3   | 67   | á 0:34,977 + 25s | 0   | 10   |      | 1:19.262 (6.)  | 36. / 36.018 | 50. / 32.822 |              |
| 6      | 15. | Sebastien Vettel     | Toro Rosso STR3   | 67   | á 0:39,207       | 3   | 9    | 3    | 1:19.617 (12.) | 23. / 35.239 | 51. / 32.674 |              |
| 7      | 2.  | Felipe Massa         | Ferrari F2008     | 67   | á 0:46,158       | 2   | 5    | 2    | 1:18.426       | 18. / 37.457 | 19. / 23.602 | 53. / 32.780 |
| 8      | 10. | Mark Webber          | Red Bull RB4      | 67   | á 0:50,811       | 5   | 13   | 1    | 1:19.820 (13.) | 34. / 37.591 |              |              |
| 9      | 3.  | Nick Heidfeld        | BMW Sauber F1.08  | 67   | á 0:54,120       | 7   | 16   |      | 1:19.461 (8.)  | 40. / 34.921 |              |              |
| 11     | 7.  | Nico Rosberg         | Williams FW30     | 67   | á 1:02,096       | 4   | 15   |      | 1:19.531 (10.) | 42. / 34.949 |              |              |
| 12     | 22. | Lewis Hamilton       | McLaren MP4-23    | 67   | á 1:18,900       | 11  | 1    |      | 1:19.560 (11.) | 2. / 35.540  | 17. / 23.725 | 40. / 34.689 |
| 13     | 17. | Rubens Barrichello   | Honda RA108       | 66   | á 1 kolo         | 4   | 17   |      | 1:20.575 (16.) | 38. / 35.147 |              |              |
| 14     | 16  | Jenson Button        | Honda RA108       | 66   | á 1 kolo         | 4   | 18   |      | 1:20.849 (17.) | 37. / 34.927 |              |              |
| 15     | 8.  | Kazuki Nakadžima     | Williams FW30     | 66   | á 1 kolo         | 1   | 14   |      | 1:20.364 (15.) | 1. / 38.649  | 36. / 35.450 |              |
| Pozice | č.  | Odstoupili           | Vůz               | Kolo | Důvod            | +/- | Pole | Body | Nej. kolo      | 1. Pitstop   | 2. Pitstop   | 3. Pitstop   |
| Ret    | 21. | Giancarlo Fisichella | Force India VJM01 | 21   | Převodovka       | 13  | 20   |      | 1:21.577 (19.) |              |              |              |
| Ret    | 23. | Heikki Kovalainen    | McLaren MP4-23    | 16   | Motor            | 3   | 3    |      | 1:19.258 (5.)  |              |              |              |
| Ret    | 20. | Adrian Sutil         | Force India VJM01 | 8    | Defekt           | 10  | 19   |      | 1:21.189 (18.) |              |              |              |
| Ret    | 12. | Timo Glock           | Toyota TF108      | 6    | Nehoda           | 19  | 8    |      | 1:21.189 (18.) |              |              |              |
| Ret    | 9.  | David Coulthard      | Red Bull RB4      | 0    | Nehoda           | 11  | 11   |      |                |              |              |              |

## Postavení na startu
Lewis Hamilton - McLaren-1:18.404
- 12. Pole position pro « Lewise Hamiltona »
- 140. Pole position pro « McLaren »
- 193. Pole position pro « Velkou Británii » (« nový rekord »)
- 9. Pole position pro vůz se startovním číslem « 22 »
- 30x první řadu získali « Kimi Räikkönen »
- 20x první řadu získali « Lewis Hamilton »
- 345x první řadu získalo « Ferrari » (« nový rekord »)
- 237x první řadu získal « McLaren
- 452x první řadu získala « Velká Británie » (« nový rekord »)
- 83x první řadu získala « Finsko »

| *                                                    | *                                                            | Kvalifikace III.                       | Kvalifikace II.                        | Kvalifikace I.                            |
| ---------------------------------------------------- | ------------------------------------------------------------ | -------------------------------------- | -------------------------------------- | ----------------------------------------- |
| _______1_______ Lewis Hamilton McLaren 1:18.404      |                                                              | Lewis Hamilton McLaren 1:18.404        | Felipe Massa Ferrari 1:17.287          | Timo Glock Toyota 1:17.945                |
|                                                      | _______2_______ Kimi Räikkönen Ferrari 1:18.644              | Kimi Räikkönen Ferrari 1:18.644        | Heikki Kovalainen McLaren 1:17.360     | Lewis Hamilton McLaren 1:18.071           |
| _______3_______ Heikki Kovalainen McLaren 1:18.821   |                                                              | Heikki Kovalainen McLaren 1:18.821     | Lewis Hamilton McLaren 1:17.462        | Felipe Massa Ferrari 1:18.110             |
|                                                      | _______4_______ Fernando Alonso Renault 1:18.852             | Fernando Alonso Renault 1:18.852       | Jarno Trulli Toyota 1:17.541           | Kimi Räikkönen Ferrari 1:18.160           |
| _______5_______ Felipe Massa Ferrari 1:18.874        |                                                              | Felipe Massa Ferrari 1:18.874          | Timo Glock Toyota 1:17.670             | Heikki Kovalainen McLaren 1:18.220        |
|                                                      | _______6_______ Robert Kubica BMW 1:18.979                   | Robert Kubica BMW 1:17.714             | Sebastian Vettel Toro Rosso 1:17.714   | Fernando Alonso Renault 1:18.290          |
| _______7_______ Jarno Trulli Toyota 1:19.026         |                                                              | Jarno Trulli Toyota 1:19.026           | Kimi Räikkönen Ferrari 1:17.733        | Nelson Piquet Jr. Renault 1:18.300        |
|                                                      | _______8_______ Timo Glock Toyota 1:19.118                   | Timo Glock Toyota 1:19.118             | Fernando Alonso Renault 1:17.871       | David Coulthard Red Bull 1:18.303         |
| _______9_______ Sebastian Vettel Toro Rosso 1:19.638 |                                                              | Sebastian Vettel Toro Rosso 1:19.638   | Robert Kubica BMW 1:17.931             | Mark Webber Red Bull 1:18.372             |
|                                                      | _______10_______ Sebastien Bourdais Toro Rosso 1:20.167      | Sebastien Bourdais Toro Rosso 1:20.167 | Sebastien Bourdais Toro Rosso 1:18.102 | Jarno Trulli Toyota 1:18.501              |
| _______11_______ David Coulthard Red Bull 1:18.187   |                                                              |                                        | David Coulthard Red Bull 1:18.187      | Sebastian Vettel Toro Rosso 1:18.559      |
|                                                      | _______12_______ Nelson Piquet Jr. Renault 1:18.274          |                                        | Nelson Piquet Jr. Renault 1:18.274     | Sebastien Bourdais Toro Rosso 1:18.593    |
| _______13_______ Mark Webber Red Bull 1:18.354       |                                                              |                                        | Mark Webber Red Bull 1:18.354          | Kazuki Nakadžima Williams 1:18.640        |
|                                                      | _______14_______ Kazuki Nakadžima Williams 1:18.594          |                                        | Kazuki Nakadžima Williams 1:18.594     | Robert Kubica BMW 1:18.684                |
| _______15_______ Nico Rosberg Williams 1:18.672      |                                                              |                                        | Nico Rosberg Williams 1:18.672         | Nico Rosberg Williams 1:18.740            |
|                                                      | _______16_______ Nick Heidfeld BMW 1:18.835                  |                                        |                                        | Nick Heidfeld BMW 1:18.835                |
| _______17_______ Rubens Barrichello Honda 1:18.882   |                                                              |                                        |                                        | Rubens Barrichello Honda 1:18.882         |
|                                                      | _______18_______ Jenson Button Honda 1:19.100                |                                        |                                        | Jenson Button Honda 1:19.100              |
| _______19_______ Adrian Sutil Force India 1:19.163   |                                                              |                                        |                                        | Adrian Sutil Forza India 1:19.163         |
|                                                      | _______20_______ Giancarlo Fisichella ² Force India 1:19.910 |                                        |                                        | Giancarlo Fisichella Force India 1:19.910 |

## Tréninky
| *  | I. Trénink                                | *  | II. Trénink                               | *  | III. Trénink                              |
| -- | ----------------------------------------- | -- | ----------------------------------------- | -- | ----------------------------------------- |
| 1  | Lewis Hamilton McLaren 1:18.910           | 1  | Timo Glock Toyota 1:18.383                | 1  | Robert Kubica BMW 1:25.087                |
| 2  | Felipe Massa Ferrari 1:19.063             | 2  | Fernando Alonso Renault 1:18.426          | 2  | Timo Glock Toyota 1:25.171                |
| 3  | Heikki Kovalainen Mclaren 1:19.279        | 3  | Lewis Hamilton McLaren 1:18.463           | 3  | Nelson Piquet Jr. Renault 1:25.415        |
| 4  | Kimi Räikkönen Ferrari 1:19.399           | 4  | Felipe Massa Ferrari 1:18.491             | 4  | Nick Heidfeld BMW 1:25.474                |
| 5  | Fernando Alonso Renault 1:19.473          | 5  | Kimi Räikkönen Ferrari 1:18.725           | 5  | Kazuki Nakadžima Williams 1:25.056        |
| 6  | Nelson Piquet Jr. Renault 1:19.743        | 6  | Mark Webber Red Bull 1:18.734             | 6  | David Coulthard Red Bull 1:25.614         |
| 7  | Sebastian Vettel Toro Rosso 1:20.121      | 7  | Kazuki Nakadžima Williams 1:18.734        | 7  | Felipe Massa Ferrari 1:25.709             |
| 8  | Robert Kubica BMW 1:20.160                | 8  | Sebastian Vettel Toro Rosso 1:18.761      | 8  | Mark Webber Red Bull 1:25.785             |
| 9  | Sébastien Bourdais Toro Rosso 1:20.182    | 9  | Heikki Kovalainen Mclaren 1:18.803        | 9  | Fernando Alonso Renault 1:25.799          |
| 10 | Kazuki Nakadžima Williams 1:20.217        | 10 | Jarno Trulli Toyota 1:18.863              | 10 | Sebastian Vettel Toro Rosso 1:25.880      |
| 11 | Adrian Sutil Force India 1:20.288         | 11 | Robert Kubica BMW 1:18.865                | 11 | Lewis Hamilton McLaren 1:25.901           |
| 12 | Nico Rosberg Williams 1:20.350            | 12 | Nelson Piquet Jr. Renault 1:18.888        | 12 | Sébastien Bourdais Toro Rosso 1:25.984    |
| 13 | Mark Webber Red Bull 1:20.620             | 13 | Nico Rosberg Williams 1:18.981            | 13 | Jarno Trulli Toyota 1:26.013              |
| 14 | Nick Heidfeld BMW 1:20.628                | 14 | Sébastien Bourdais Toro Rosso 1:19.040    | 14 | Nico Rosberg Williams 1:26.213            |
| 15 | Jarno Trulli Toyota 1:20.657              | 15 | Rubens Barrichello Honda 1:19.258         | 15 | Heikki Kovalainen Mclaren 1:26.239        |
| 16 | Rubens Barrichello Honda 1:20.753         | 16 | Adrian Sutil Force India 1:19.287         | 16 | Kimi Räikkönen Ferrari 1:26.277           |
| 17 | Jenson Button Honda 1:20.769              | 17 | David Coulthard Red Bull 1:19.327         | 17 | Rubens Barrichello Honda 1:26.662         |
| 18 | Timo Glock Toyota 1:20.823                | 18 | Giancarlo Fisichella Force India 1:19.482 | 18 | Jenson Button Honda 1:26.922              |
| 19 | David Coulthard Red Bull 1:20.905         | 19 | Nick Heidfeld BMW 1:19.894                | 19 | Adrian Sutil Force India 1:27.357         |
| 20 | Giancarlo Fisichella Force India 1:21.014 | 20 | Jenson Button Honda 1:19.999              | 20 | Giancarlo Fisichella Force India 1:27.918 |

## Zajímavosti
- 200. Grand Prix pro Jarna Trulliho.
- 20. Grand Prix pro Timo Glocka.

| Pole position      | Vítězství       | Nej. kolo     |
| Spojené království | Španělsko       | Brazílie      |
| Lewis Hamilton     | Fernando Alonso | Felipe Massa  |
| McLaren MP4-23     | Renault R28     | Ferrari F2008 |
| 1'18.404           | 1:30'21.892     | 1'18.426      |
| 209.515 km/h       | 202.789 km/h    | 209.456 km/h  |
| ------------------ | --------------- | ------------- |